# Klaus Wowereit
Klaus Wowereit (Berlim, 1 de outubro de 1953) é um político alemão filiado ao Partido Social-Democrata da Alemanha (SPD). É prefeito de Berlim desde 2001, tendo sido reeleito em 2006. É considerado um potencial candidato do SPD a chanceler da Alemanha, apesar de ter diminuído suas chances após a decisão de coligar-se com o Die Linke, sucessor do Partido Socialista Unificado da Alemanha, a partir de seu segundo mandato.

## Biografia
Klaus Wowereit (AFI: [klaʊ̯s vɒ'wu'ɹaɪt]), conhecido popularmente como "Wowi", nasceu em 1 de outubro de 1953 no distrito operário de Tempelhof, na antiga Berlim Ocidental. Sua mãe criou cinco filhos sozinha. Em 1973, Wowereit formou-se no ensino médio pela escola Ulrich-von-Hutten-Oberschule. Em seguida, ingressou no curso de Direito da Universidade Livre de Berlim, se tornando a primeira pessoa de sua família a obter um diploma. Wowereit sonhava tornar-se juiz.

## Carreira política
Após 3 anos atuando como membro civil do gabinete de interior do Senado, Wowereit decidiu concorrer à eleição para conselheiro municipal por seu bairro natal de Tempelhof. Aos 30 anos de idade, em 1984, tornou-se o conselheiro municipal mais jovem da história de Berlim. Após onze anos como conselheiro municipal, decidiu concorrer à disputa para a Câmara Municipal de Berlim em 1995. Em dezembro de 1999, foi eleito líder do SPD na Casa. Desde junho de 2001, Wowereit atua como prefeito de Berlim. Anteriormente, o SPD havia abandonado a coligação com o União Democrata-Cristã (CDU) para a eleição. Após sua eleição e um grande período de negociações, Wowereit finalmente deu início a uma coligação com o PDS (atual Die Linke).
Nas eleições de 17 de setembro de 2006, o SPD de Wowereit saiu fortalecido, conseguindo eleger a maioria dos representantes na Câmara Municipal. Os membros da 16ª Câmara Municipal reelegeram Wowereit prefeito em 23 de novembro de 2006 na segunda votação com uma vantagem de apenas um voto (75 a 74). O CDU, o Partido Democrata Livre (FDP) e o Partido Verde votaram contra ele. Mesmo sem maioria absoluta na Câmara, o governo de Wowereit é aprovado por 2/3 dos berlinenses.

## Vida pessoal
Wowereit é um dos mais conhecidos políticos alemães a assumir sua homossexualidade. Ao falar de sua sexualidade abertamente, antes da eleição de 2001, ele cunhou a frase "Ich bin schwul und das ist auch gut so!" ("Eu sou gay e isso também é bom!"), que tornou-se conhecida nacional e internacionalmente. Em sua autobiografia, Wowereit declarou que decidiu expor sua sexualidade porque sentia que os tablóides alemães já estavam averiguando sobre sua vida amorosa. Com sua declaração pública, Wowereit quis dar um passo a frente dos tablóides, prevenindo que estes escrevessem histórias sensacionalistas sobre sua vida privada. Wowereit proferiu sua famosa frase em uma convenção do SPD em Berlim.
Sua eleição fez de Berlim uma das três grandes cidades européias com um prefeito abertamente homossexual, atrás de Paris, cujo prefeito é Bertrand Delanoë, e à frente de Hamburgo, cujo prefeito é Ole von Beust. Todos os três assumiram o cargo em 2001. Anteriormente, a maior cidade do mundo com um prefeito homossexual era Winnipeg, no Canadá, com Glen Murray. Berlim e Hamburgo são tanto as duas maiores cidades da Alemanha quanto cidades-estados, fazendo de Wowereit e von Beust os dois primeiros governadores gays da Alemanha.
Em setembro de 2007, Wowereit lançou sua autobiografia, intitulada …und das ist auch gut so. (ISBN 3896673343), em clara referência à famosa frase que utilizou para expor sua sexualidade.
Wowereit vive com Jörn Kubicki, um neurocirurgião.